# Бой у Каракула
Бой у Каракула — один из боёв во время Крымской войны, произошедший 16 (28) мая 1854 года в Малой Валахии у посёлка Каракул между русским разведывательным отрядом и османской конницей.
По приказу генерала Липранди отряд под командованием полковника А. Н. Карамзина в 5 часов утра 16(28) мая вышел из городка Слатины с целью рекогносцировки позиций турок у посёлка Каракул. Карамзин имел предписание двигаться к селению Владулени, остановиться на ночлег вблизи речки Ольтец и выслать сильный разъезд (конный патруль) к Каракулу, чтобы проверить — не занят ли он неприятелем. Если противника там не окажется, то отряд должен был проследовать выше по реке Ольтец и выйти к селению Балаш, где также могли находиться неприятельские силы. Если же турок не окажется и там, перейти Ольтец по мосту у посёлка Мериллы и затем вернуться в Слатину. Запланированная операция представляла собой глубокий разведывательный рейд, и на её проведение отводилось три дня.
Отряд состоял из трёх эскадронов Александрийских гусар, сотни Донского 48 казачьего полка и был усилен четырьмя орудиями. Пройдя около 28 километров, русские остановились у селения Владулени на реке Ольтец, где местные жители указали на наличие турецкой конницы в посёлке Каракул. Карамзин приказал идти к посёлку, не предприняв каких-либо мер для проверки полученных сведений, в результате чего отряд, перейдя в полном составе по узкому мосту через ручей Тезлуй, внезапно столкнулся с регулярной конницей противника (около 800 сабель), занимавшей высоту перед Каракулом. 
Не обращая внимания на советы офицеров начать отступление, Карамзин приказал кавалерии выстроиться в боевой порядок, а орудиям занять позиции для огневой поддержки атаки. Сразу после открытия огня орудиями, гусары были внезапно атакованы с флангов иррегулярной турецкой конницей (около 3000 сабель). Атаковавшая конница стремилась отрезать русский отряд от моста через Тезлуй, тогда как русская кавалерия, пытаясь обеспечить своей артиллерии отход к мосту, предприняла несколько атак на противника. Тем не менее орудия не удалось переправить через Тезлуй, так как турки перебили тягловых лошадей и орудия пришлось бросить. Отбивавшиеся артиллеристы были уничтожены противником. Погиб и сам Карамзин. 
Карамзин, окруженный турками, сопротивлялся долго и отчаянно. На его трупе было потом обнаружено восемнадцать ран. Турки захватили все орудия, но не сумели задержать и взять в плен или перебить отряд. О Карамзине говорили, что только смерть спасла его от отдачи под военный суд. В общем выбыло из строя в этот день 19 офицеров и 132 солдата.
Отряд, не преследуемый противником, отошел к Слатину.